# Mariusz Frankowski
Mariusz Rafał Frankowski (ur. 17 maja 1978 w Gnieźnie) – polski polityk i urzędnik samorządowy, w latach 2014–2023 radny m.st. Warszawy, od 2023 wojewoda mazowiecki.

## Życiorys
Jest absolwentem nauk politycznych o specjalności stosunki międzynarodowe na Uniwersytecie im. Adama Mickiewicza w Poznaniu oraz kierunku menedżer publiczny na Wydziale Zarządzania Uniwersytetu Warszawskiego. Ukończył także podyplomowe studia menedżer do spraw innowacji, realizowane wspólnie przez Szkołę Główną Handlową w Warszawie oraz Lake Forest Graduate School of Management w Chicago. Od 2007 pełnił funkcję zastępcy dyrektora Departamentu Strategii i Rozwoju Regionalnego w Urzędzie Marszałkowskim Województwa Mazowieckiego. Od 2011 kierował Mazowiecką Jednostką Wdrażania Programów Unijnych (jako p.o. dyrektora).
W 2014 z listy Platformy Obywatelskiej uzyskał mandat radnego Rady m.st. Warszawy. W 2018 z powodzeniem ubiegał się o reelekcję z listy Koalicji Obywatelskiej. W obu kadencjach pełnił funkcję przewodniczącego Komisji Rozwoju Gospodarczego. W listopadzie 2019 został członkiem Europejskiego Komitetu Regionów, w którym dołączył do frakcji Europejskiej Partii Ludowej. Zasiadł też w Komisji Obywatelstwa, Sprawowania Rządów, Spraw Instytucjonalnych i Zewnętrznych (CIVEX) oraz Komisji Polityki Gospodarczej (ECON). Pełnił również funkcję przewodniczącego rady nadzorczej spółki Warszawska Kolej Dojazdowa.
W grudniu 2023 powołany na stanowisko wojewody mazowieckiego.